# Maalúla
Maalúla, Maaloula vagy Maҁlūlā (arámi nyelven: ܡܥܠܘܠܐ - מעלולא; arab nyelven: معلولا Ma'lūlā) egy keresztény település Szíriában, Damaszkusz közelében, az Antilibanon hegységben. 
A település 1500 méter tengerszint feletti magasságban, egy erdős hegyoldalba épült és a három fennmaradó falu egyikeként ismert, amelynek lakosai azt az ősi arámi nyelvet beszélik, amelyet Krisztus idejében is használtak. E nyelven íródott az Ótestamentum egy része is. A másik kettő település, amelyen ugyancsak az arámi nyelvet beszélik: a közeli Jubb'adin és Bakhah falvak.

## Fekvése
Damaszkusztól 56 km-rel északkeletre található. 

## Története

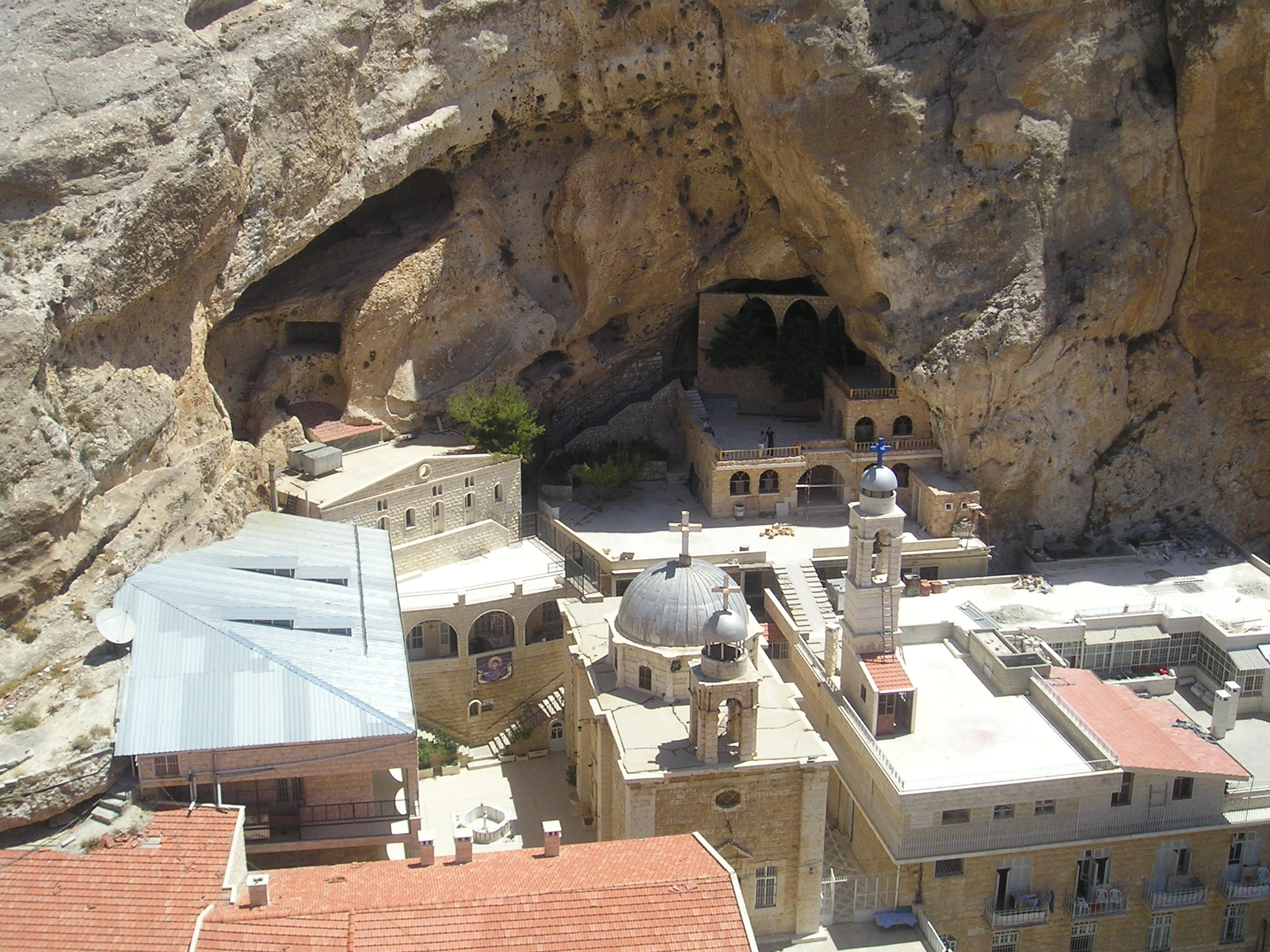
Szent Tekla templom, Maalúla

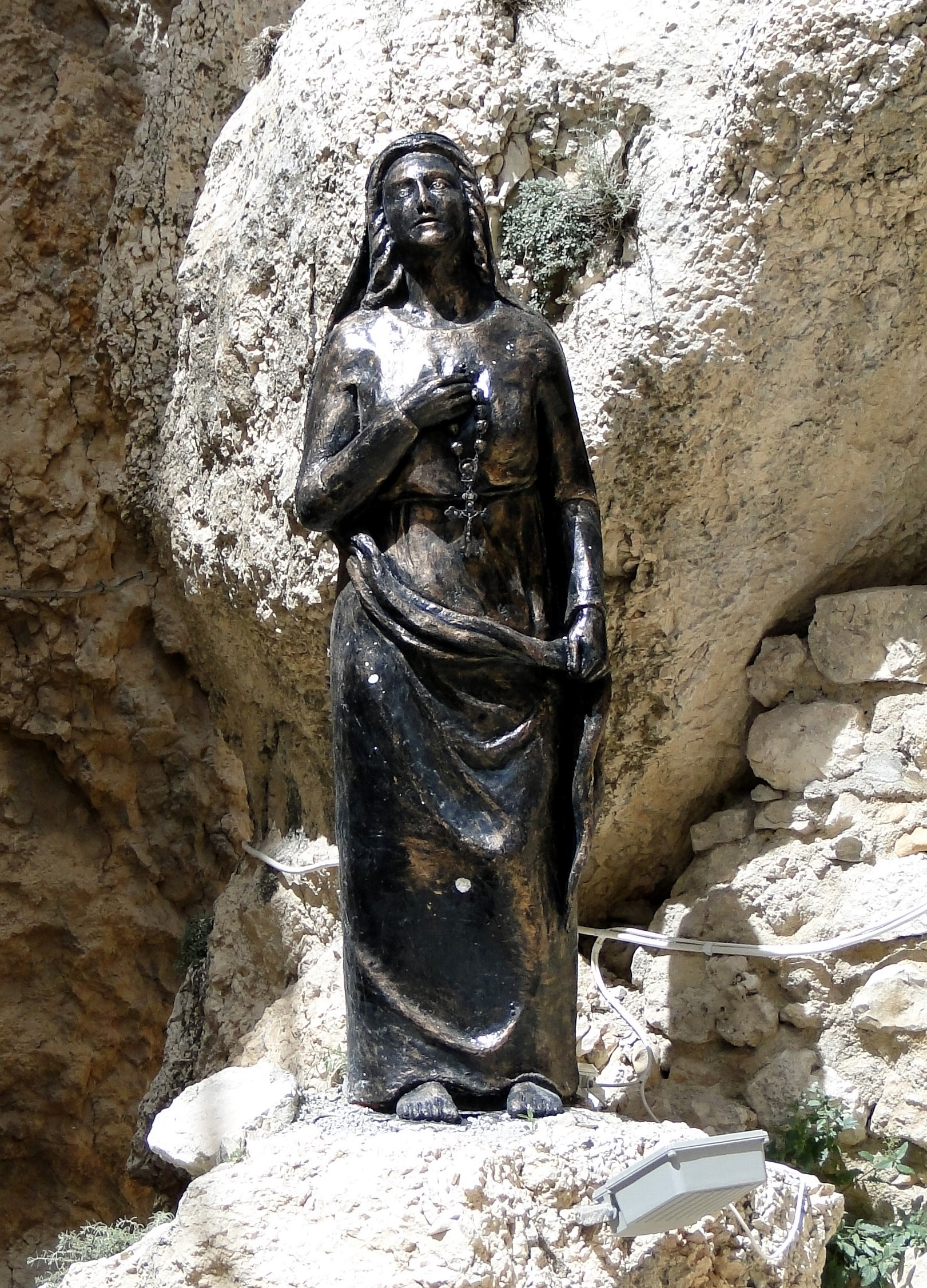
Szent Tekla szobra Maalúlában

A város szorosan kötődik Szent Tekla kultuszához, akit a hagyomány szerint Szent Pál keresztelt meg. Azon a helyen, ahol a legenda szerint Szent Tekla menedéket talált az őt üldöző római katonák elől. A fennmaradt legenda szerint a hegy megnyílt előtte, így tudott elrejtőzni üldözői elől. Ezután menekülésének helyén töltötte el életének hátralevő részét is. Később az itteni sziklahasadékban egy templomot építettek, és itt látható a szent sírja is. A város másik fontos műemléke a Szent Györgynek szentelt kolostor.

## Szent Tekla
A legendák szerint Szent Tekla az i.sz. 30 körül született Ikónium városában (mai nevén Konya, Törökország). Tekla egy előkelő római lány volt, aki Szent Pál tanítványaként áttért a keresztény hitre. Apja egy pogány rómaihoz akarta hozzákényszeríteni, ezért elmenekült. Apja emberei hegyen-völgyön át, egészen Maaluláig üldözték a lányt. Itt azonban véget ért a menekülő út, Tekla ezért elkezdett imádkozni. A szikla megnyílt, a lány pedig megmenekült, a katonák pedig a csodát látva ide már nem merték követni.

## Galéria

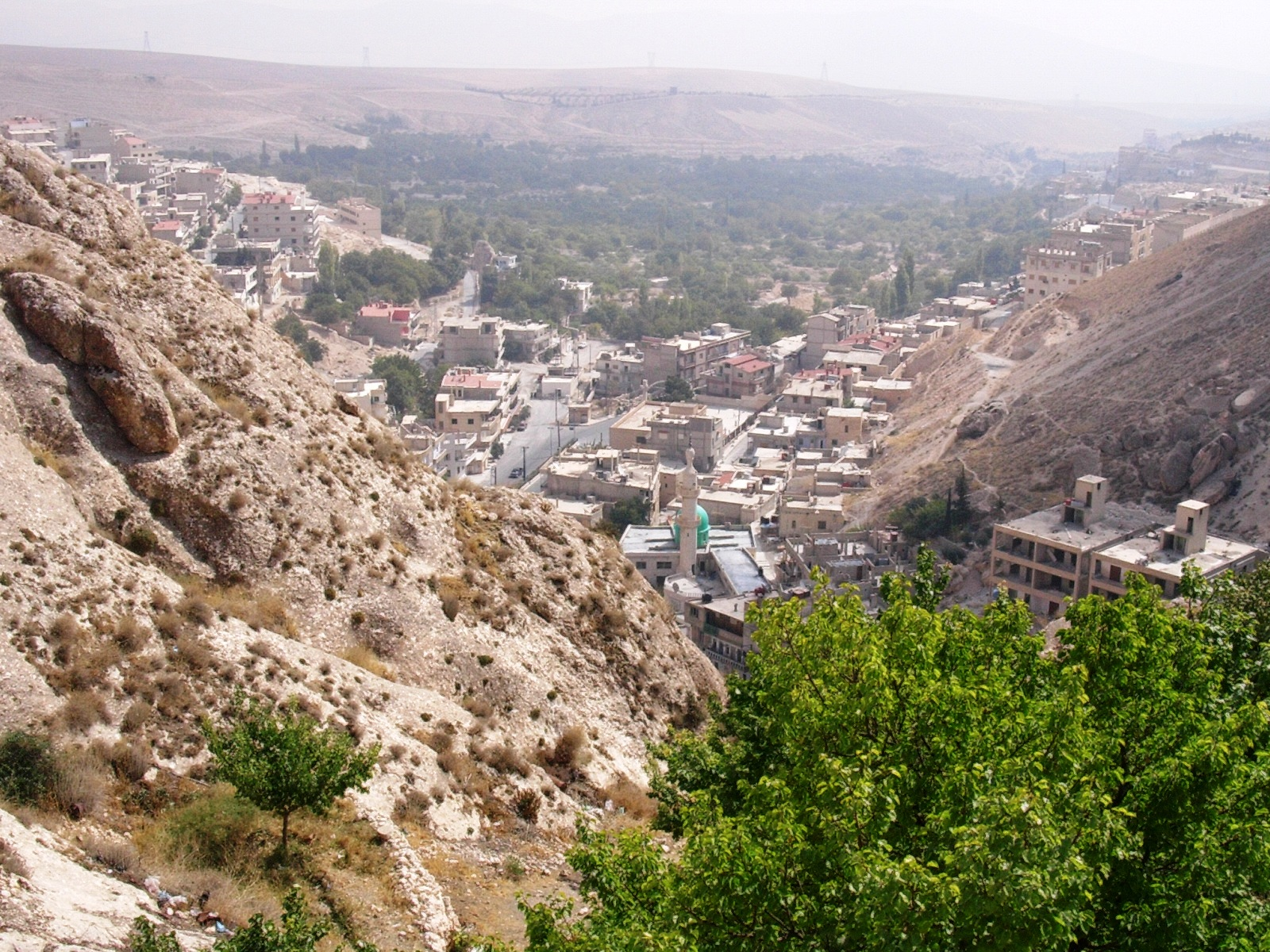
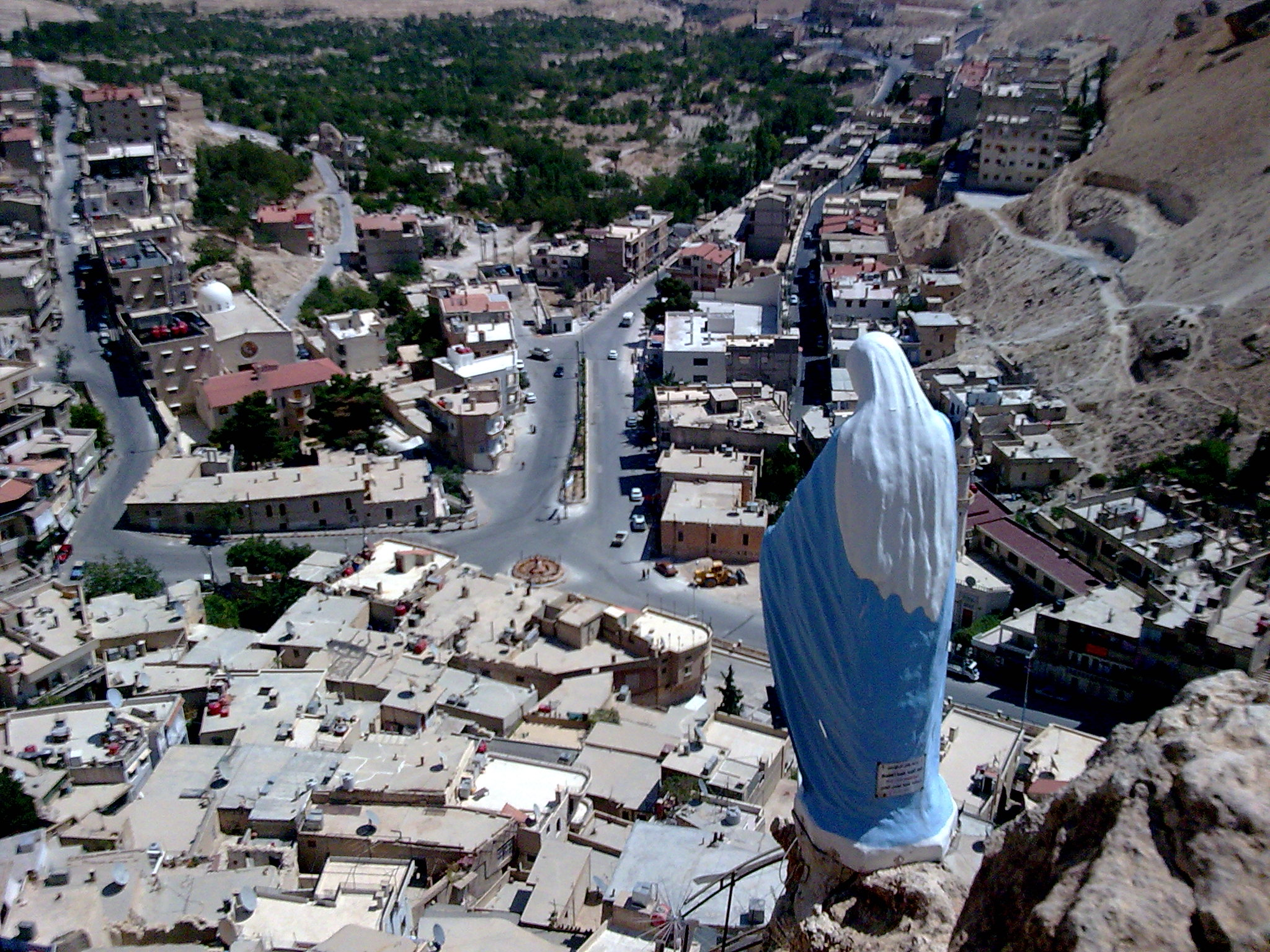
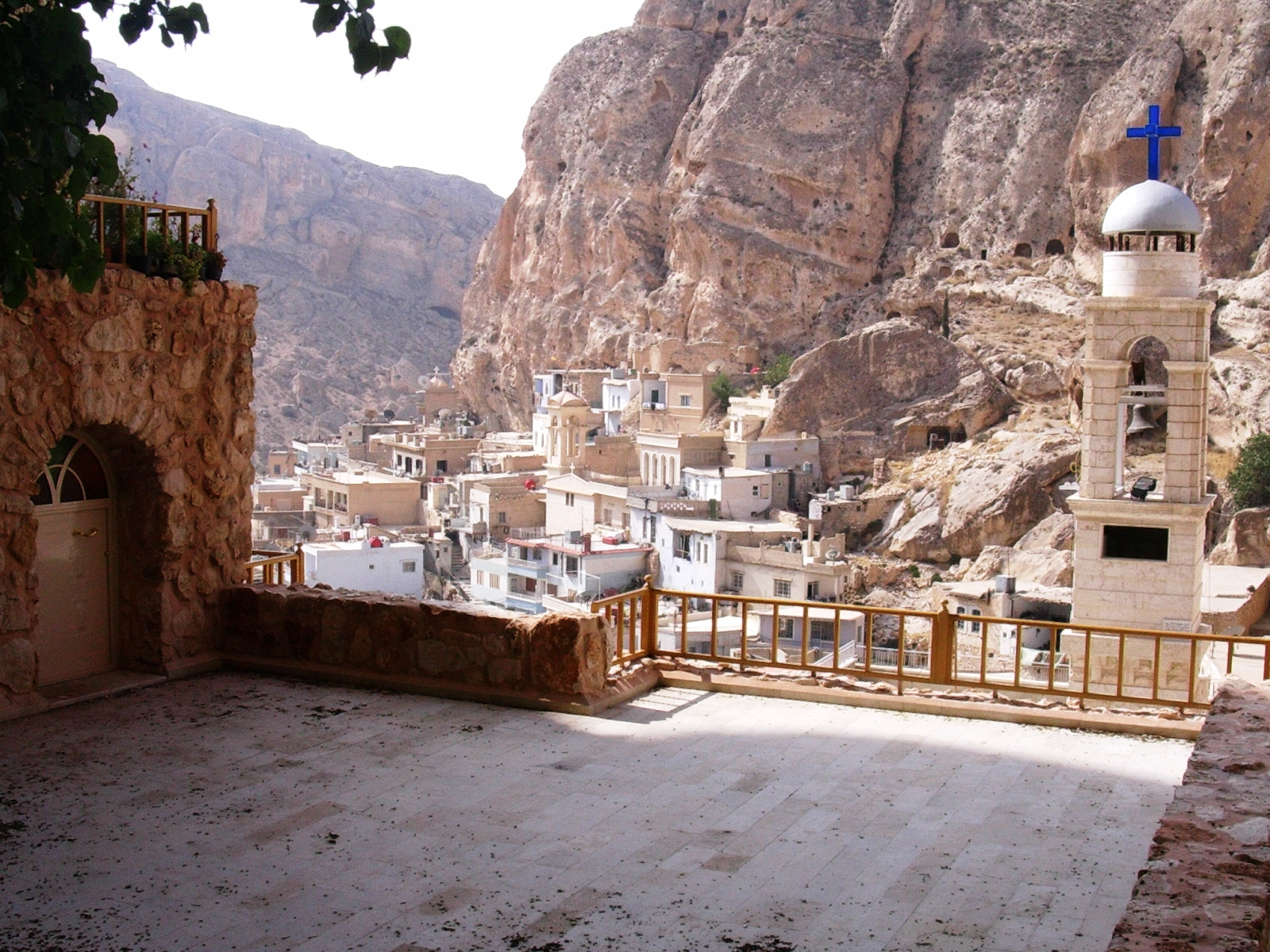
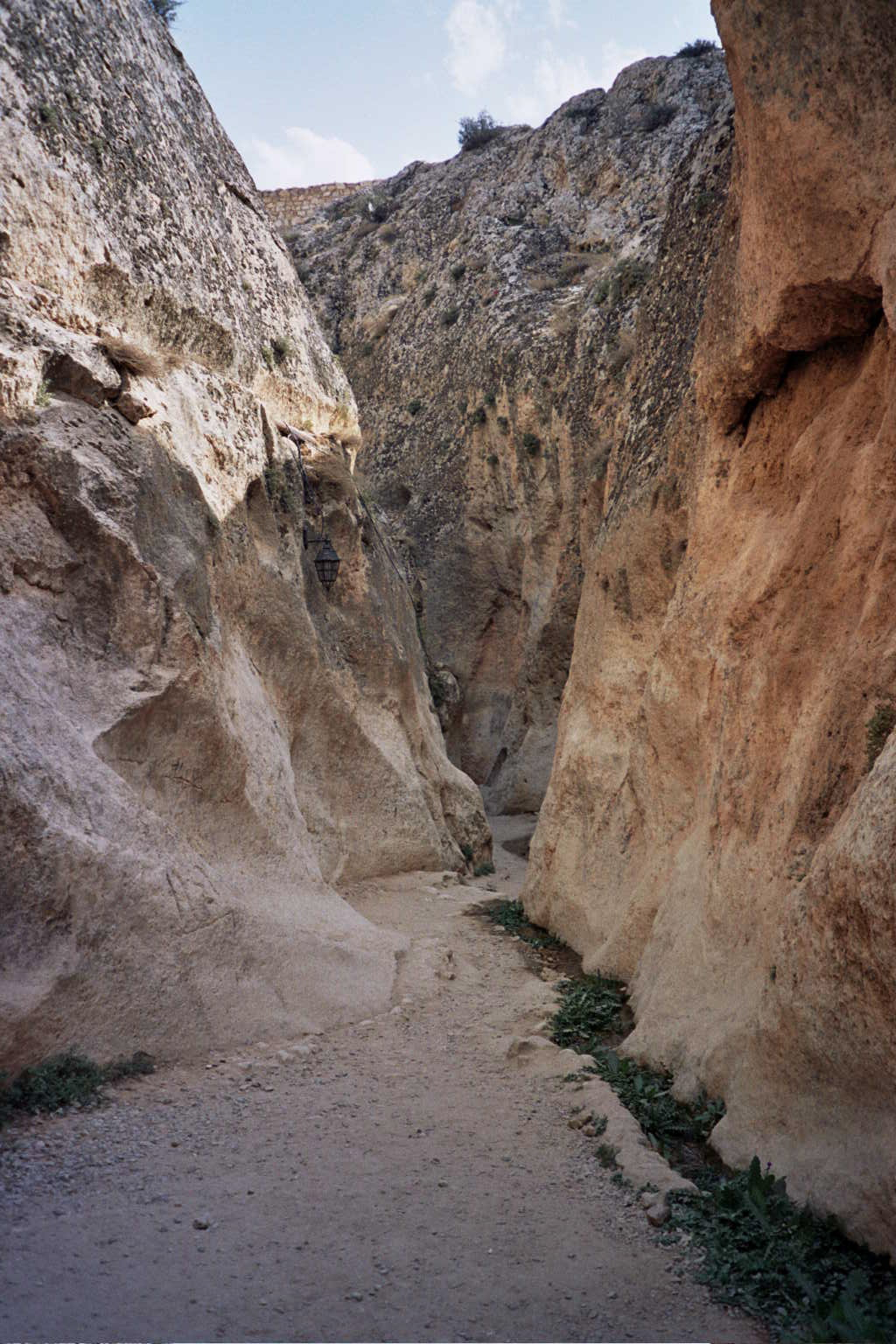
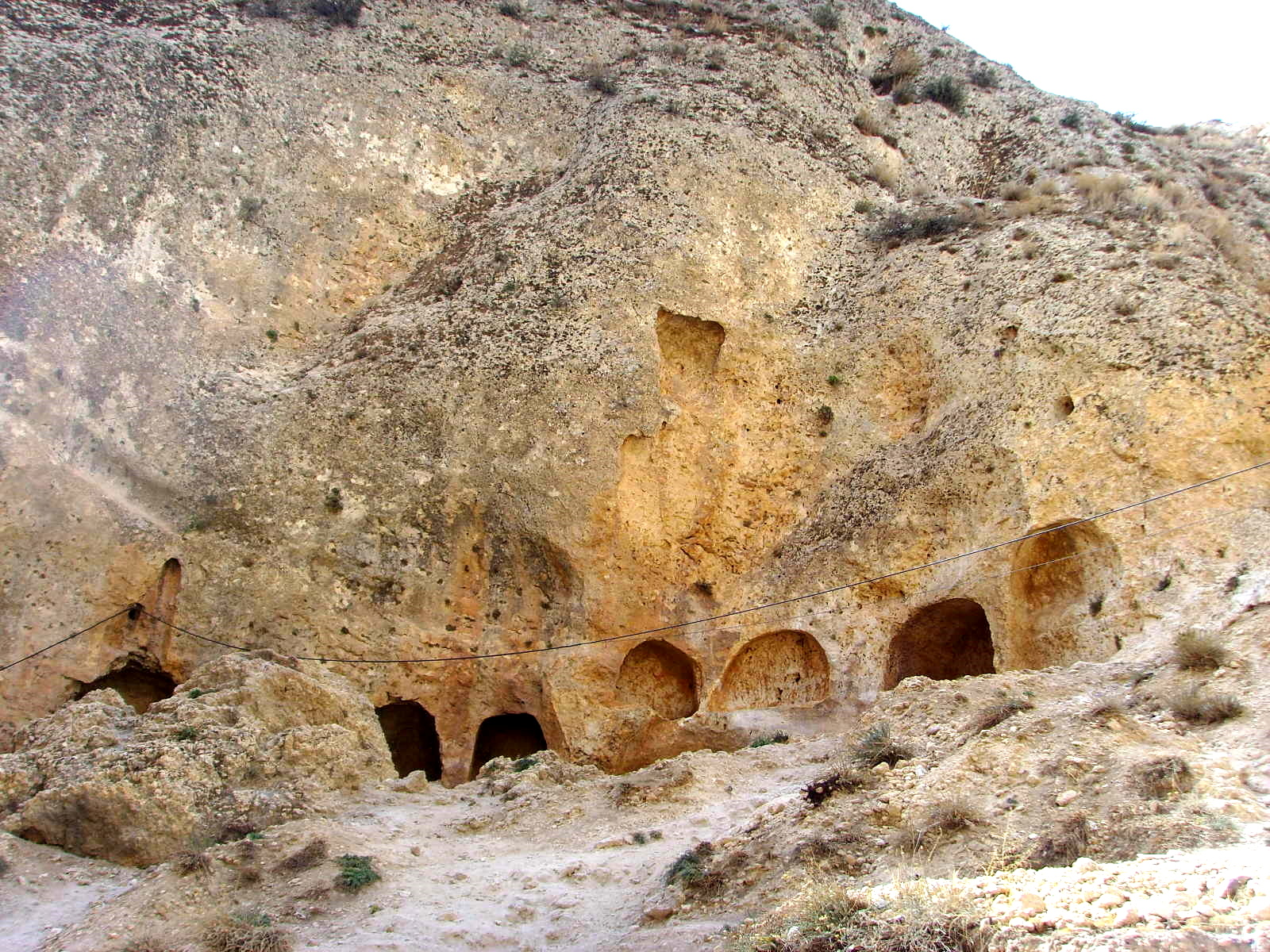
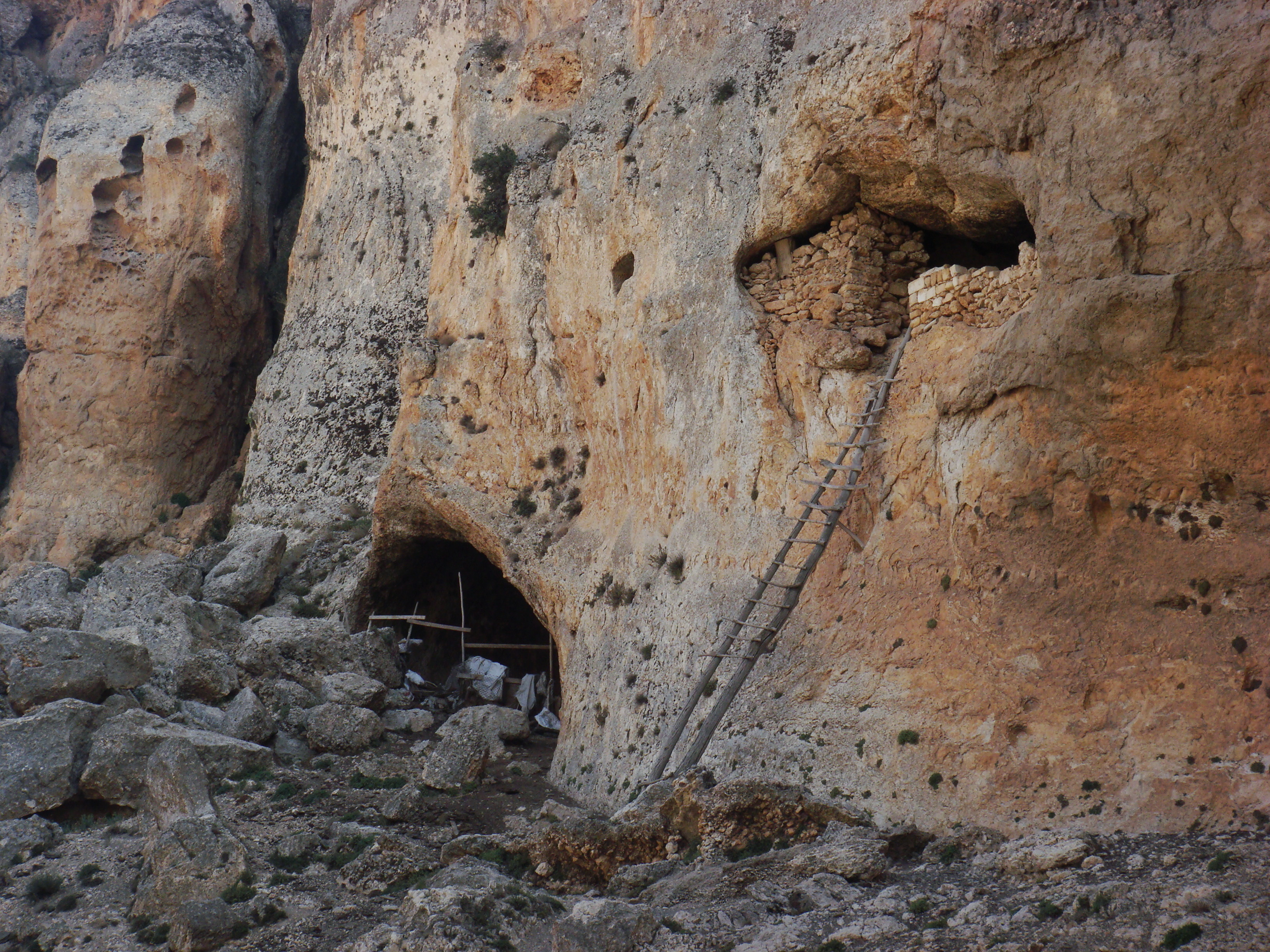
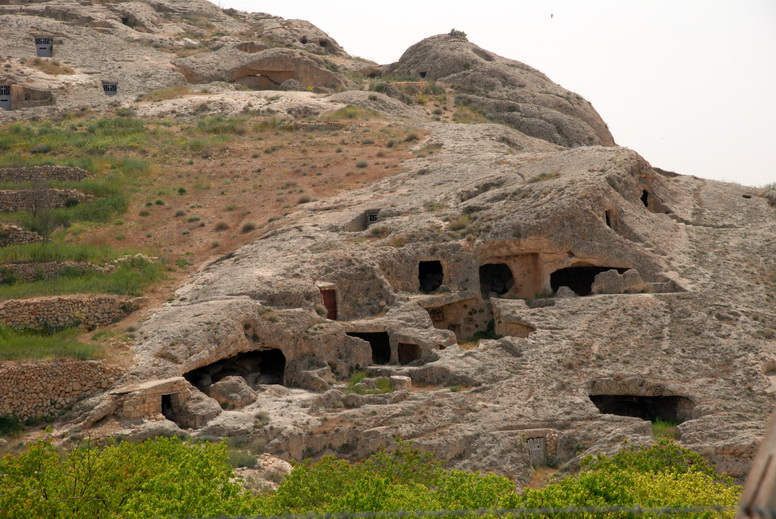
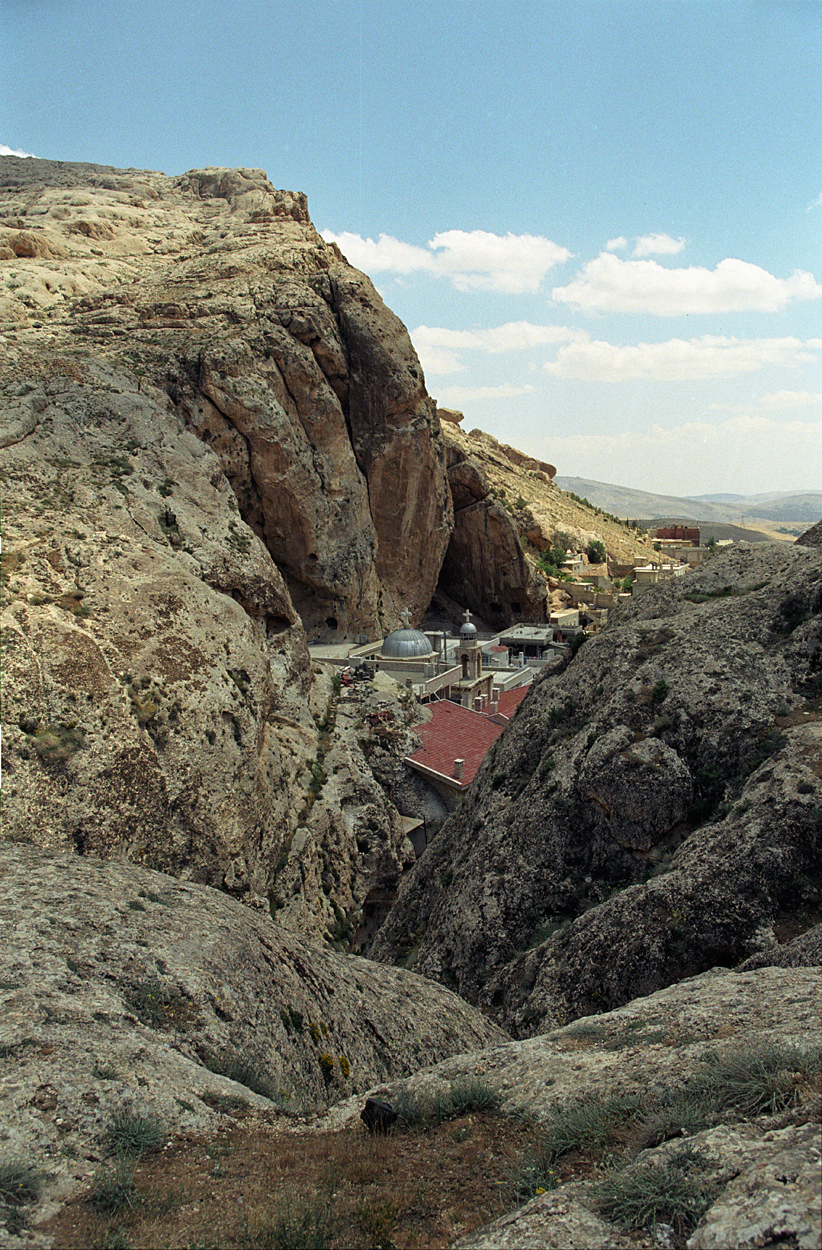
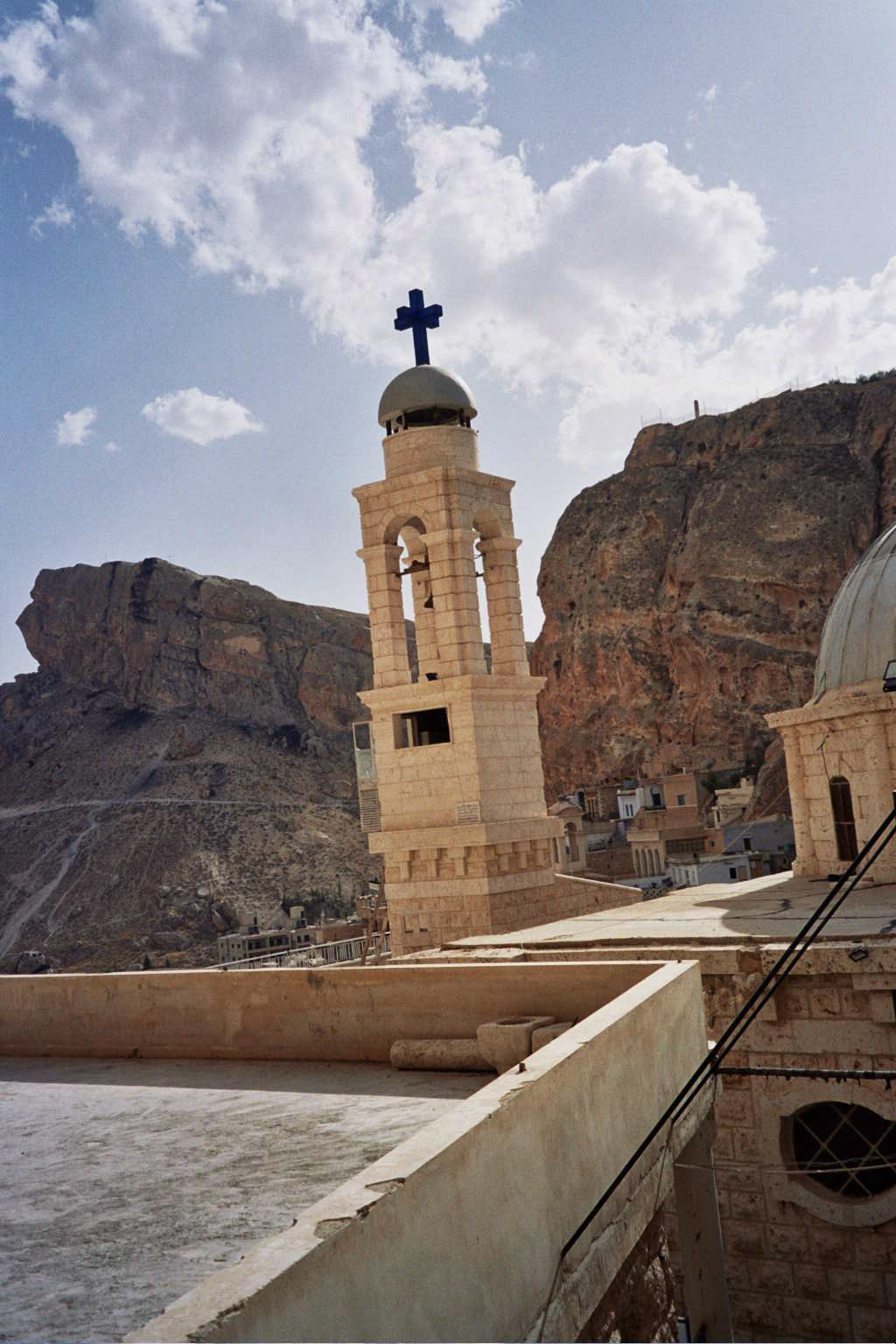
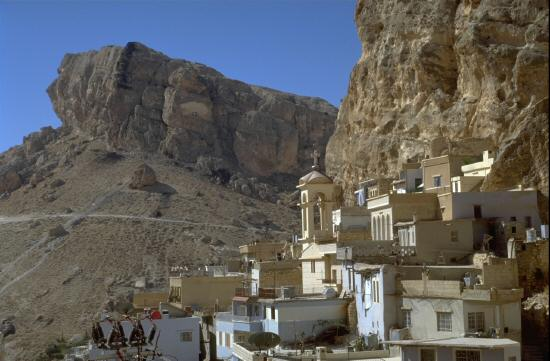
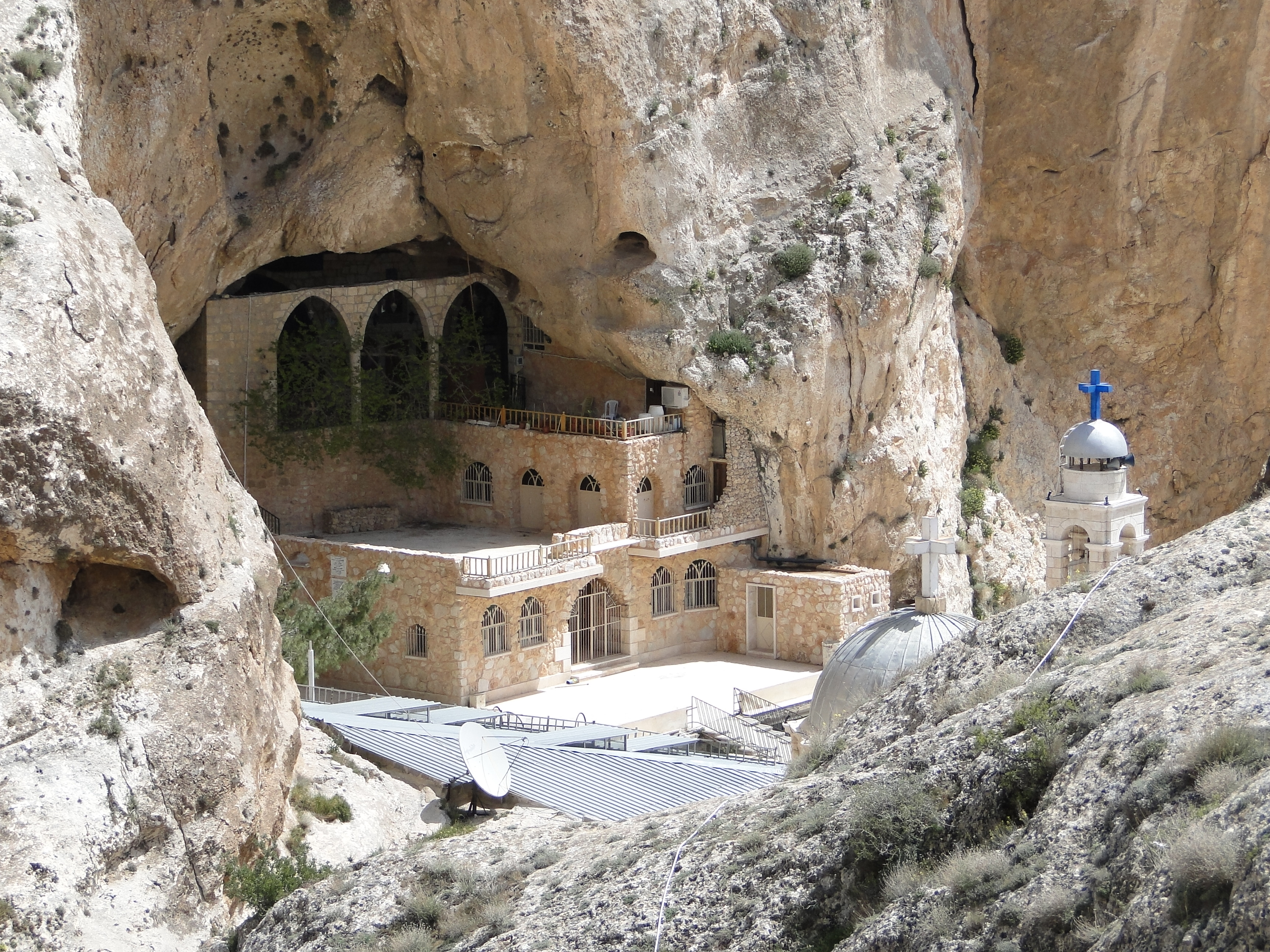
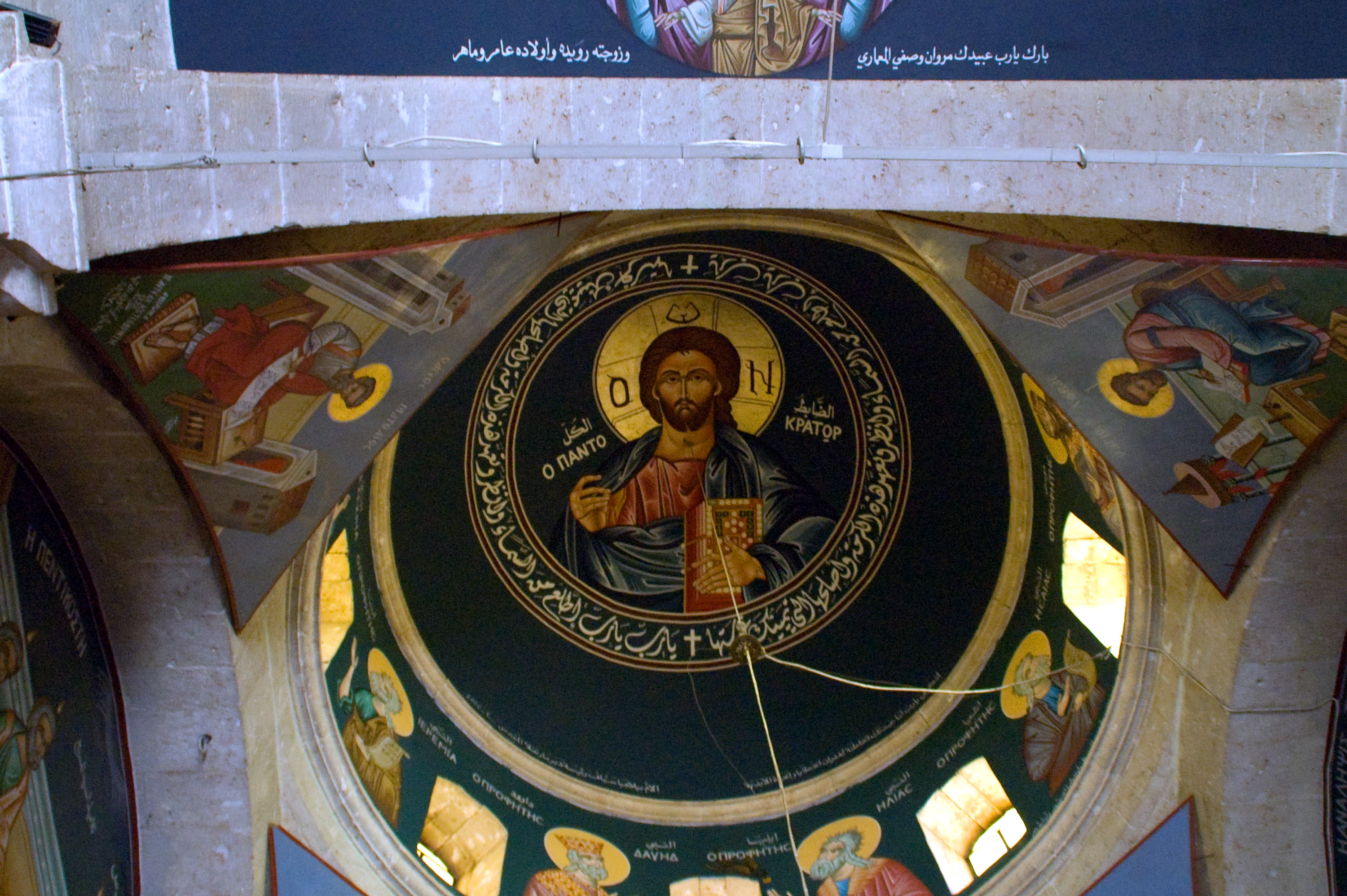
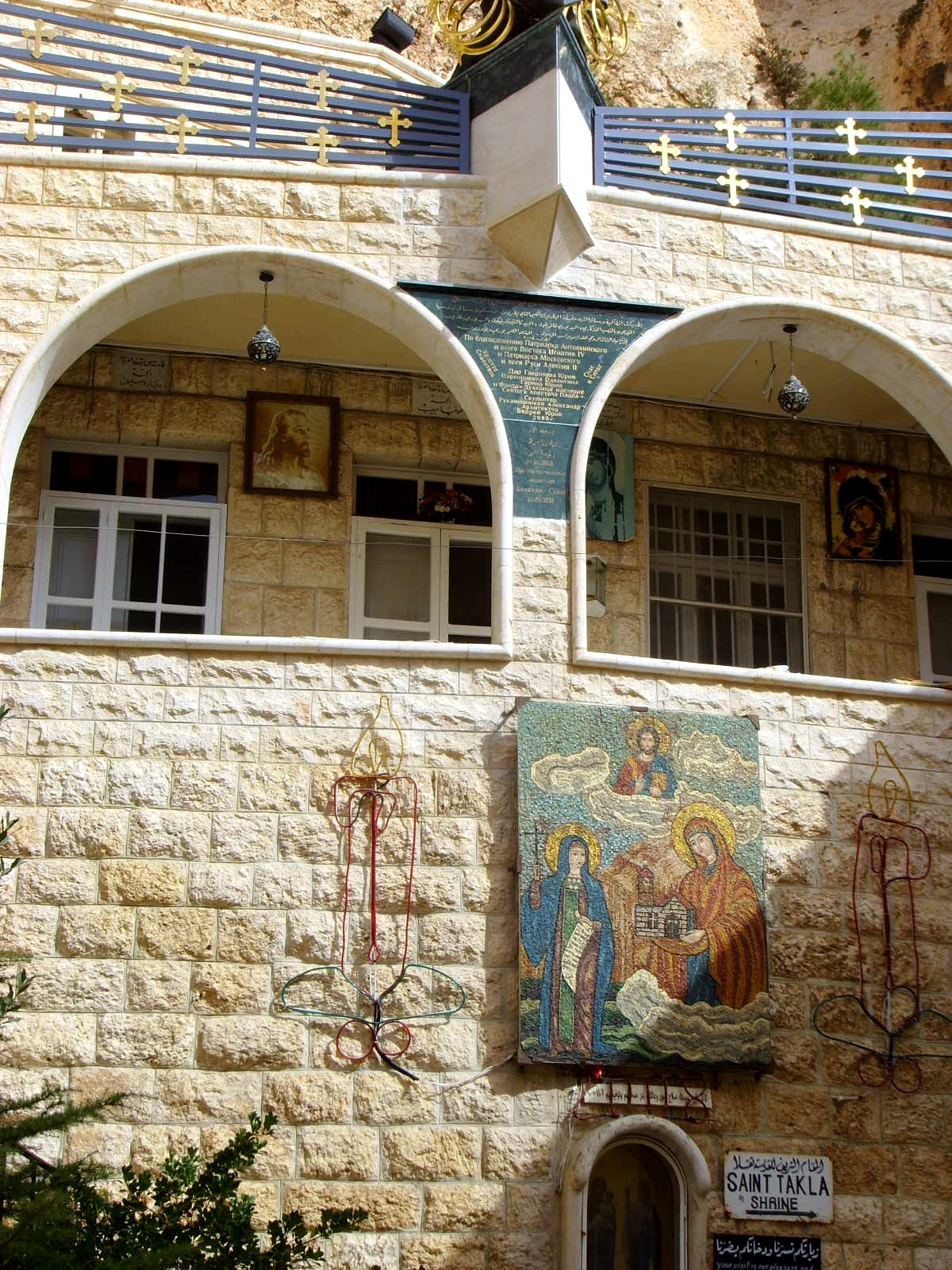
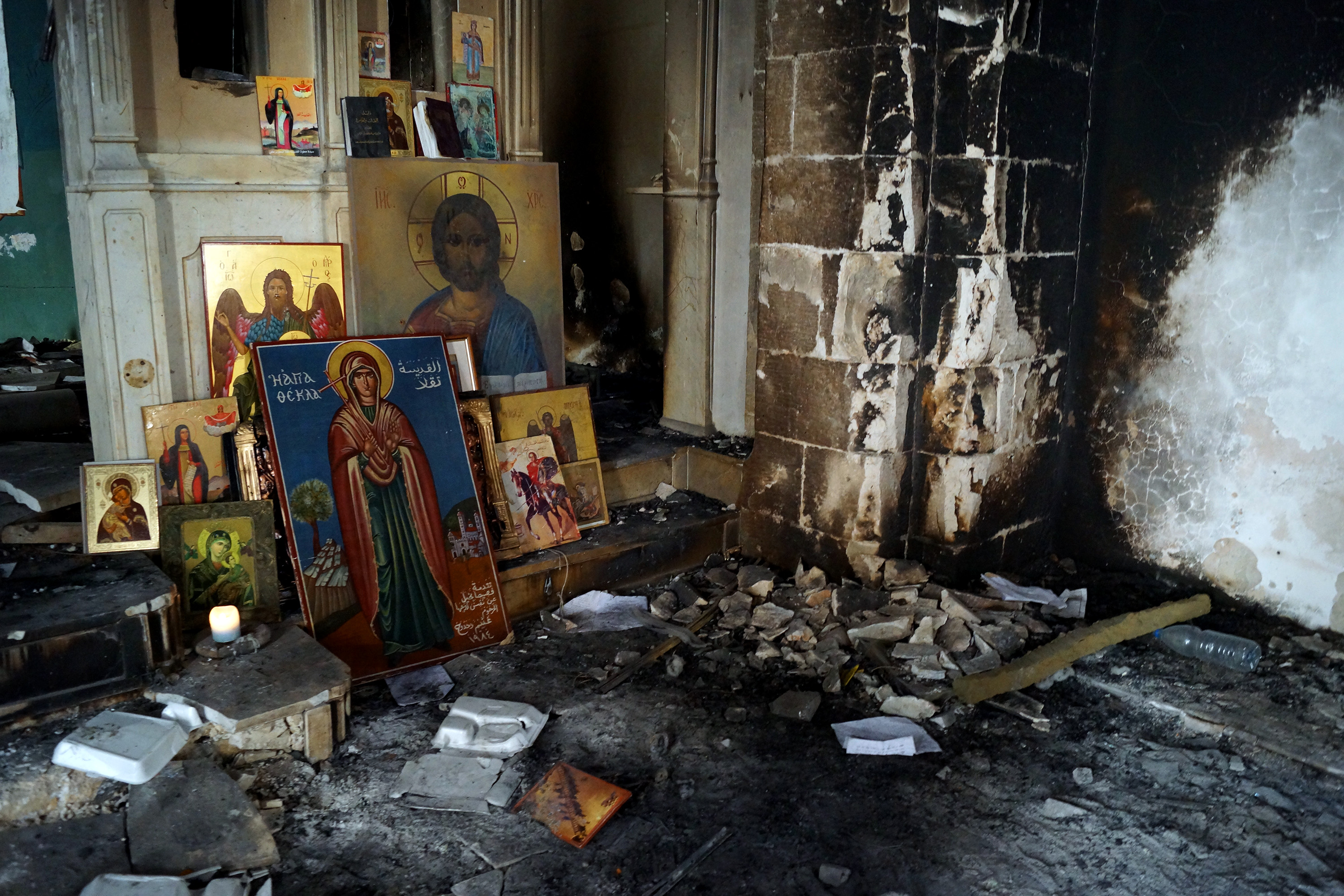

## Nevezetességek
- Szent Tekla templom
- Szent György kolostor